# Club Deportivo Sondika
Club Deportivo Sondika es un club de fútbol de Sondica (Vizcaya) España fundado en 1942.
Sus mayores éxitos se deben a su sección de fútbol femenino que se creó en 1970 como Maiona de Sondika y más tarde como Txorrieriko Neskak. La creación de la sección femenina fue iniciativa de unas mujeres de Sondica, especialmente de Ana Astobieta, primera vizcaína en obtener título de entrenadora de fútbol y pieza fundamental del equipo desde sus inicios hasta 1995. El Sondika femenino jugó su primer partido contra el Zamudio y ganó 2-0, el encuentro se disputó durante las fiestas y los fondos que se recaudaron fueron a parar a la parroquia del pueblo. El propio párroco Patxi Cantero fue el primer entrenador del equipo femenino.
El CD Sondika fue el primer equipo vizcaíno de fútbol femenino en federarse oficialmente en 1982, junto con el CD Ollargan de Arrigorriaga.
El CD Sondika disputó la Primera División Femenina de España entre los años 1994 y 2000. Sus mejores resultados fueron la 4.ª plaza en la Liga Nacional de fútbol femenino 1994/95 y la semifinal de la temporada 1997/98.
En el 2000 la sección femenina desapareció y muchas de sus jugadoras integraron el Leioa EFT, un nuevo club que dos años después absorbería el Athletic Club.
El equipo masculino del CD Sondika disputa normalmente las  categorías regionales del fútbol vizcaíno.

## Trofeos amistosos (Equipo masculino)
- Trofeo Ategorri: (5) 1985, 2000, 2002, 2005, 2007